# Méhujaël
Dans la Genèse, Méhujaël (qui signifie « frappé par Dieu ») est le fils d'Irad, petit-fils d'Hénoch et arrière petit-fils de Caïn. Il est le père de Méthusaël.